# Înălțarea Sfintei Cruci

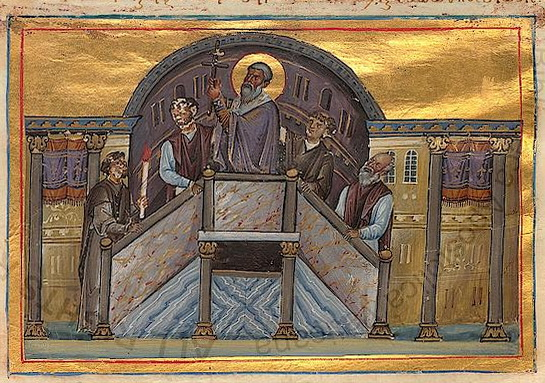
Episcopul Macarie al Ierusalimului arată poporului Sfânta Cruce, Menologul împăratului Vasile al II-lea, secolul al XI-lea

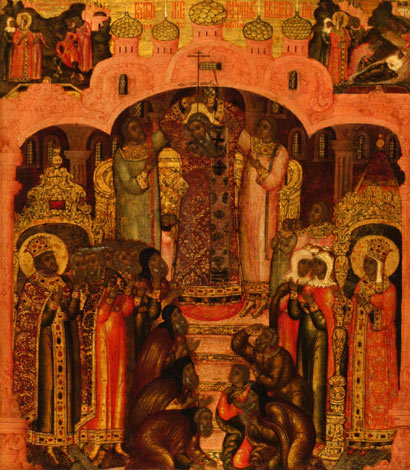
Icoană rusească a Înălțării Sfintei Cruci, secolul al XVII-lea, Galeria Tretiakov, Moscova

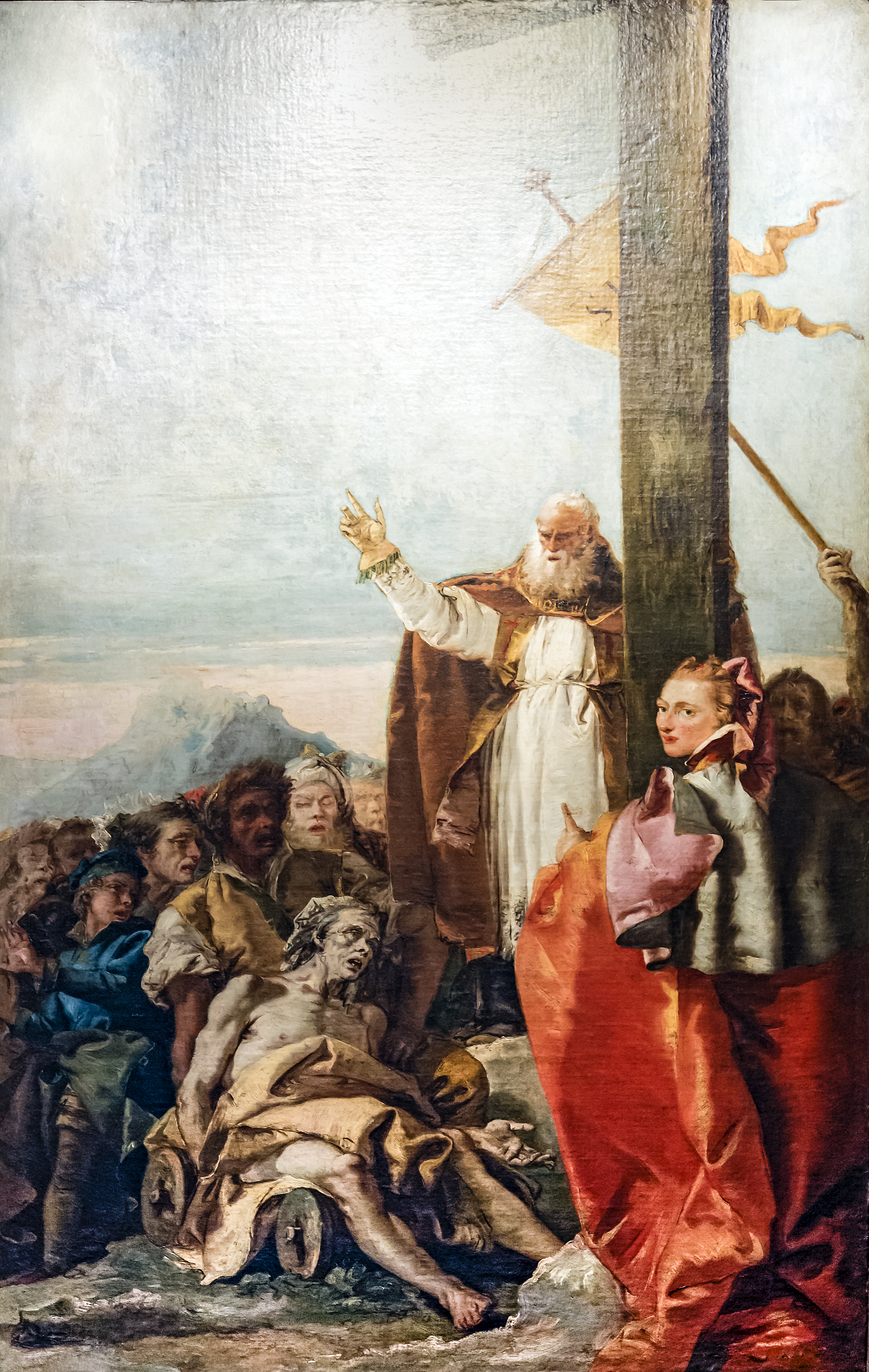
Episcopul Macarie arată poporului Sfânta Cruce, Giovanni Domenico Tiepolo, Biserica San Polo, Veneția

Înălțarea Sfintei Cruci (în greacă Σταυροφανεια) este cea mai veche și cea mai importantă dintre sărbătorile creștine închinate cinstirii Crucii lui Isus. Atât în calendarul bizantin (ortodox și greco-catolic), cât și în cel latin această sărbătoare se ține pe data de 14 septembrie. Sărbătorirea descoperirii Sfintei Cruci în ziua de 14 septembrie este atestată la Ierusalim încă din secolul al IV-lea. Înălțarea Sfintei Cruci a început să se sărbătorească abia câteva secole mai târziu la Constantinopol în 14 septembrie, când a fost rememorat, de asemenea, evenimentul readucerii la Ierusalim a Sfintei Cruci după ce fusese capturată de perși.

## Semnificație
Prin această sărbătoare creștinii comemorează două evenimente deosebite din istoria lemnului crucii:
- aflarea crucii (de către Sfânta Elena, mama împăratului Constantin cel Mare) pe care a fost răstignit Isus și înălțarea ei solemnă, în văzul tuturor,[1] de episcopul Macarie al Ierusalimului, în ziua de 14 septembrie 326;[2]
- readucerea lemnului crucii de la perși, în anul 629, pe timpul împăratului bizantin Heraclius I,[3][4] care a depus-o în biserica Sfântului Mormânt din Ierusalim,[5] după care patriarhul Zaharia de Ierusalim a înălțat-o în văzul tuturor, la 14 septembrie 630.

## Istorie
Începutul cultului public și oficial al crucii lui Isus s-a petrecut în anul 326, cu ocazia sfințirii bisericii zidite de împăratul Constantin cel Mare, la propunerea împărătesei Elena, pe Golgota, locul Calvarului și al îngropării lui Isus (vestita Biserică a Sfântului Mormânt sau Martirion/Martyrium, iar mai târziu „Ad Crucem”). Conform pelerinei creștine Egeria (sec. IV), în această biserică, consacrată în ziua de 13 septembrie, a fost depusă spre păstrare cea mai mare parte a lemnului Sfintei Cruci, descoperită de puțină vreme de Sfânta Elena, mama lui Constantin. 
Dar sărbătoarea liturgică a Înălțării Sfintei Cruci s-a stabilit o zi mai târziu, pe 14 septembrie, și așa s-a transmis și în Occident, cu începere din secolele VII-VIII, când la evenimentul din secolul al IV-lea s-a adăugat comemorarea redobândirii relicvei Sfintei Cruci de către împăratul bizantin Heraclius I în anul 629. Cu cincisprezece ani mai înainte, în anul 614, generalul persan Shahrbaraz a asediat și cucerit Cetatea Sfântă a Ierusalimului, în numele regelui Cosroe Parviz (590, 591-628), luând racla cu lemnul Sfintei Cruci ca pradă de război. Heraclius a recuperat Crucea prin război și a depus-o în Biserica Sfântului Mormânt.
Unii autori (precum Holger Klein și Paul Speck) susțin că prețioasa relicvă a fost adusă de împăratul Heraclius la Constantinopol în toamna anului 629 și abia apoi returnată la Ierusalim. Intinerariul Sfintei Cruci diferă însă de la un autor la altul: Speck susține că perșii au predat relicva după înfrângerea lor, iar aceasta a ajuns la Ierusalim în toamna anului 628 unde a fost venerată de credincioși și abia apoi a fost transportată la Constantinopol, în timp ce Klein afirmă că Heraclius a adus-o mai întâi la Constantinopol pentru a fi venerată de locuitorii capitalei bizantine și a trimis-o mai apoi la Ierusalim, unde a fost prezentată credincioșilor la 21 martie 630. Breviariumul lui Nikephoros susține că Sfânta Cruce a fost adusă mai întâi la Ierusalim și apoi a fost trimisă la Constantinopol, unde a fost purtată în procesiune până la Vlaherne.
Sfânta Cruce a fost spartă ulterior în mai multe așchii. Armata sultanului ayyubid Saladin au învins armatele cruciate conduse de regele franc Guy de Lusignan în Bătălia de la Hattin (3-4 iulie 1187) și au capturat relicvele Sfintei Cruci, care fuseseră aduse acolo de episcopul de Betleem. Ulterior, musulmanii au capturat Ierusalimul. În iulie 1191 armatele cruciate conduse de Richard Inimă de Leu și de Filip al II-lea al Franței au capturat cetatea Acra, iar tratatul de pace încheiat între creștini și musulmani prevedea, printre altele, returnarea Sfintei Cruci, confiscate în Bătălia de la Hattin. Cu toate acestea, în urma acestei cruciade, rămășițele din Sfânta Cruce care rămăseseră la Ierusalim au fost pierdute. Au rămas doar bucățile trimise de Sfânta Elena la Constantinopol și la Roma.

## Imnografia bizantină a sărbătorii

### Tropar(glasul 1)
Mântuiește, Doamne, poporul Tău și binecuvântează moștenirea Ta. Biruință binecredincioșilor creștini asupra celor potrivnici dăruiește și cu Crucea Ta păzește pe poporul Tău.

### Condac(glasul 4)
Cel ce Te-ai înălțat pe Cruce de bunăvoie, poporului Tău celui nou, numit cu numele Tău, îndurările Tale dăruiește-i, Hristoase Dumnezeule. Veselește cu puterea Ta pe credinciosul nostru popor, dăruindu-i lui biruință asupra potrivnicilor, având ajutorul Tău armă de pace, nebiruită biruință.